# حصار طنجة
حصار طنجة  هو حصار قامت به السلطنة الشريفة لمدينة طنجة سنة 1680 لطرد الاحتلال الإنجليزي. سيطر الإنجليز على المدينة من زمن تشارلز الثاني سنة 1661 حيث كانت مهرعروسه البرتغالية، كاترين من براغانزا. حاصرها المولى إسماعيل عام 1679 إلى أن انسحب الإنجليز عام 1684 بعد أن دمروا تحصينات المدينة. يُعتقد أن من أمر بالتدمير المتعمد لدفاعات المدينة هو الأدميرال اللورد دارتموث ،لكي لا تستفيد منها السلطنة الشريفة مستقبلا.